# Bera Bera Rugby Taldea
El AVK Bera Bera (en euskera, 'equipo de rugby Bera Bera') es un club polideportivo de la ciudad vasca de San Sebastián (España). Posee diferentes secciones entre las que destacan las de rugby y la de balonmano femenino, está última se encuentra entre la élite de España. Actualmente militan en División de Honor B y la Euskal Liga junto con otros clubes vascos bajo el nombre de Gipuzkoa Sortzen.

## Historia
El Bera Bera R.T. surge en 1986 como una escisión de parte de la sección de rugby del Club Atlético San Sebastián. Su nombre original fue Atlético Bera Bera Rugby Taldea. El nombre Bera Bera es el del paseo del barrio de Ayete de San Sebastián donde se encuentra el campo de rugby del Atlético San Sebastián y procede a su vez de un caserío de la zona. Originalmente el Bera Bera fue únicamente un club de rugby y así permaneció durante casi una década.
El crecimiento del Bera Bera hasta su conversión en un club polideportivo se ha producido mediante la absorción de secciones deportivas de otros clubes de San Sebastián. En 1995 se creó una sección de baloncesto femenino al unirse al Bera Bera jugadoras que procedían del Groseko, un equipo del barrio de Gros de San Sebastián. En 1998 se forma a su vez la sección de balonmano femenino con las componentes del ex Corte Blanco Bidebieta de San Sebastián. En el año 2000 se creó una sección de cicloturismo con socios del club que habían dejado de estar en activo. En 2002 se crea la sección mixta de karate con gente del Club Kikutxi, en 2004 la de surf mixto y en 2005 la de deporte adaptado (baloncesto en silla de ruedas principalmente).
Desde 1999 el club tiene otorgada por concurso del ayuntamiento la gestión del Polideportivo Municipal de Manteo en el barrio de Gros. Aquí se encuentra la sede del club y es una importante fuente de ingresos del mismo.

## Rugby
La sección de rugby es la que dio origen al club y juega en la segunda categoría del rugby español, la División de Honor B. En su palmarés destaca un único título de la Copa del Rey de Rugby, obtenido en 2004. En la temporada 2008/09 obtuvo un 7º puesto en la liga de División Honor, habiendo coqueteado hasta la última jornada con el descenso. Suele jugar sus partidos en el Miniestadio de Anoeta, en San Sebastián.
Su participación en la Liga Superibérica encuadra a este equipo como cabeza tractora de la franquicia vasca, Basque Korsarioak, que aglutina a la gran mayoría de los clubes vascos.
En la temporada 2024/25 nace el proyecto de Gipuzkoa Sortzen. En la categoría senior se unen los clubes Bera Bera, Beltzak y Zarautz. Con el objetivo principal de afrontar tanto las exigencias deportivas como económicas de una manera mas fácil.  
En la primera temporada, con Francisco José Puertas Soto como entrenador, no lograron clasificarse para la División de Honor Élite y terminaron segundos del Grupo A. Para la temporada 2025-26, ficharon al entrenador del Aviron Bayonnais, François Meyranx "Pantxoa". 

## Balonmano femenino
La sección de balonmano femenino del club es la más exitosa del mismo. Se la conocía desde 1999 hasta 2010 por el nombre de Akaba Bera Bera, debido a su patrocinador, un fabricante de muebles, y desde la temporada 2010-2011 se le conoce con el nombre Bera Bera Eskubaloia/Balonmano Bera Bera. Ha sido campeón de Liga española de balonmano femenino en 4 ocasiones, y de Copa de la Reina de balonmano y de Supercopa en otras 5 ocasiones.